# 南京富士通南大軟件技術
南京富士通南大軟件技術有限公司（英: Nanjing Fujitsu Nanda Software Technology Co., Ltd.）は、中国江蘇省南京市に本社を置く企業。ソフトウェア開発をはじめ、ITシステムインフラの設計、構築、導入、サポートを行っている。略称はFNSTである。

## 概要
1999年に日本の富士通と南京大学が共同で設立。主として富士通グループからの委託開発・保守をビジネスの基幹としているが、他企業・研究団体・大学等からの直接受注開発も行っている。また、「PGRelief」、「プロジェクト管理システム（SPIF）」等の自社製品開発にも力を入れている。当初より品質管理に重点をおき、2006年にカーネギーメロン大学ソフトウェア工学研究所が規定するCMMI（能力成熟モデル統合）において最高水準となるレベル5に認定される。

## 沿革
- 2001年 江蘇省南京市のソフト協会常務理事
- 2002年 国家重点ソフト企業認定
- 2003年 江蘇省高新技術企業認定
- 2006年 CMMI(能力成熟モデル統合）レベル5認定取得
- 2007年 神奈川県横浜市に日本支社を設立
- 2008年 ISO27001(情報セキュリティマネジメント)認定取得
- 2009年 ISO14001(環境マネジメント)認定取得
- 2009年 江蘇省江陰市に江陰支社を設立
- 2010年  南京本社 第1期ビル完成
- 2011年 「中国ソフトウェア輸出優秀企業」認定取得
- 2013年  南京本社 第2期ビル完成
- 2014年  ISO9001(品質マネジメント)認証取得
- 2017年  ISO26262(自動車用機能安全規格)、ISO20000(ITサービス)認証取得
- 2018年 「中国サービスアウトソーシング百強企業」認定取得
- 2019年  徐州支社開設
- 2021年  ISO5230(OpenChain)認証取得
- 2021年  江陰富士通南大軟件技術有限公司を設立（元江陰支社）

## 主なサービス
アプリケーション開発、ミドルウェア開発、OS・基盤開発、組込み開発、ITシステム保守サービス、各種ビジネスコンサルティングサービス

## 人材教育
社内で日本語教育を実施しており、JLPT（日本語能力試験）の上位（N1・N2）資格者が全社員の約半数を占めている。更に、日本語学校Progress Japanese Academy（PJA）と協力して、コロナウイルス防疫で渡航が難しくなる2020年の前まで継続して社員を日本研修に送り出し、社員の日本語の上達に取り組んできた。

### 現場派遣制度
エンドユーザーの要求により応えるため、2005年から現場派遣制度を開始。必要に応じ技術者を日本へ派遣している。

### 主な社員
南京を中心に中国各地の有名校から、高い技術力を持つ人材が集まっている。

## 日本支社
所在地：神奈川県川崎市中原区上小田中4-1-1 富士通川崎工場内（メール番号 本-1402）